# Joy Laurey
Joy Laurey  né le 6 août 1943 à Marseille (Bouches-du-Rhône) et mort le 13 décembre 1993 à Savasse (Drôme), pseudonyme féminin de Jean-Pierre Imbrohoris pour l'écriture de ses ouvrages érotiques, est un romancier, producteur de radio et journaliste français. Il est principalement connu pour être l'auteur de la série littéraire Joy.

## Biographie
Jean-Pierre Imbrohoris naît le 6 août 1943 à Marseille et est essentiellement connu du grand public pour être l'auteur de la série littéraire érotique Joy, suite de romans adaptés au cinéma et à la télévision. Il est l'auteur, seul ou en collaboration de plus de trente-deux ouvrages dont les plus lus, à l'exception de ses ouvrages érotiques, sont Marion du Faouët, tome I, la femme de feu et sa suite La Flibustière, une nouvelle aventure de Marion du Faouët ainsi que La Trajectoire et Toska, tous les quatre signés sous son vrai nom.

### Mort
Jean-Pierre Imbrohoris meurt à l'âge de 50 ans dans l'accident de la Mercedes qu'il conduit le 13 décembre 1993 sur l'autoroute A7 au nord de Montélimar. Les causes de l'accident sont à ce jour inexpliquées. Le drame tue aussi les trois passagers de la voiture, deux écrivaines d'ouvrages érotiques, sa conjointe Nathalie Perreau âgée de 38 ans, nom de plume de Sophie Viellard et Vanessa Duriès âgée de 21 ans, nom de plume de Katia Ould-Lamara, ainsi que le fils de Jean-Pierre Imbrohoris et sa compagne Sophie, Alexandre âgé de trois ans,.
Jean-Pierre Imbrohoris est inhumé avec sa compagne Sophie et leur fils Alexandre dans le cimetière du village de Cavagnac dans le département du Lot.
Joy Laurey ne doit pas être confondu avec son homonyme, la marionnettiste anglaise Joy Laurey (1924-2014), née à Southsea dans le comté du Hampshire, qui connaît la gloire à la télévision anglaise dans les années 1950 en créant une multitude de personnages pour enfants dont le plus connu, « Mr Turnip », est un important succès commercial outre-Manche. Elle travaille par la suite avec Gerry Anderson, créant des marionnettes pour la série télévisée, diffusée sur la chaîne ITV, The Adventures of Twizzle.

## Œuvres
- Le Nouveau « Toute la vérité », Éditions Grasset, 1978, Jean-Pierre Imbrohoris et René-Victor Pilhes[9]  (ISBN 978-2246006404)
- L'Incroyable vérité, Éditions Grasset, 1979, Jean-Pierre Imbrohoris, René-Victor Pilhes et Grégory Frank[9]  (ISBN 978-2246007791)
- Marion du Faouët, tome I, la femme de feu, Éditions Grasset, 1979, Jean-Pierre Imbrohoris
- Toute la vérité 1980, Éditions Grasset, 1980, Jean-Pierre Imbrohoris et René-Victor Pilhes[9]  (ISBN 978-2246009542)
- La Flibustière, une nouvelle aventure de Marion du Faouët, Éditions Grasset, 1981, Jean-Pierre Imbrohoris[9]  (ISBN 978-2246269410)
- Joy, Éditions Robert Laffont, 1981, Joy Laurey  (ISBN 2221007107)
- Joy et Joan, Éditions Robert Laffont, 1982, Joy Laurey  (ISBN 2221008162)
- Easy lover, J'ai lu, 1983, Jean-Pierre Imbrohoris
- La Trajectoire, Éditions Jean-Claude Lattès, 1984, Jean-Pierre Imbrohoris
- Joy in love, Éditions Jean-Claude Lattès, 1985, Joy Laurey
- Toska, Éditions Jean-Claude Lattès, 1986, Jean-Pierre Imbrohoris
- Jessica, Éditions Stock, 1987, Joy Laurey  (ISBN 2234020107)
- Le Grand livre de Maman : il était une fois une maman merveilleuse, la mienne, Editions Filipacchi, 1988, Dominique Guirous et Jean-Pierre Imbrohoris, illustrations de Sibylle Ruppert,  (ISBN 978-2850184567)
- Boulevard de la Mondaine, Editions Filipacchi, 1989, Jacques Arnal et Jean-Pierre Imbrohoris  (ISBN 978-2850182259)
- Le Retour de Joy, Éditions G. de Villiers, 1989, Joy Laurey  (ISBN 2738600581)
- Démences meurtrières, Editions Filipacchi, 1993, Jean-Pierre Imbrohoris  (ISBN 978-2850182051)